# Mäkriä
Megrega (Ме́грега, carélien : Мägrii, finnois : Mäkriä) est un village en république de Carélie (Russie) situé dans le raïon d'Olonets. C'est le centre administratif de la commune rurale de Megrega qui comprenait 918 habitants en 2021. Il doit son nom à la rivière Megrega, affluent de la rivière Olonka.

## Géographie
Le village se trouve au bord de la rivière Megrega, à 10 km au sud-est d'Olonets. 
La route régionale A130 (Saint-Pétersbourg-Mourmansk) le traverse.
Mäkriä est bordée au nord par les communes d'Alavoinen, Olonets et Kuittinen du raïon d'Olonets, à l'est par l'oblast de Léningrad et au sud-ouest par le lac Ladoga.

## Population
Megrega comptait 833 habitants en 2009 et 664 en 2013.

## Sites

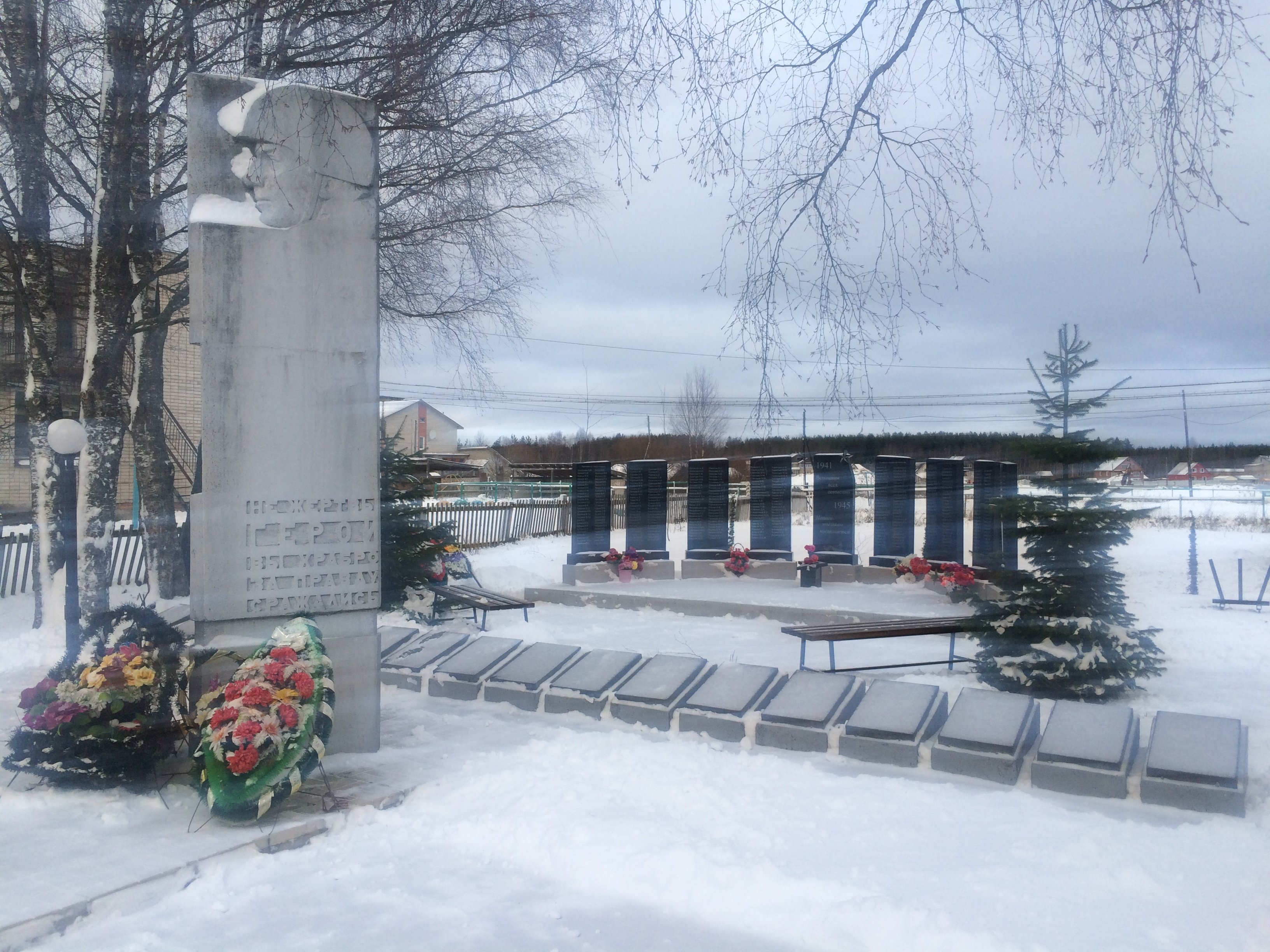
Sépultures militaires.

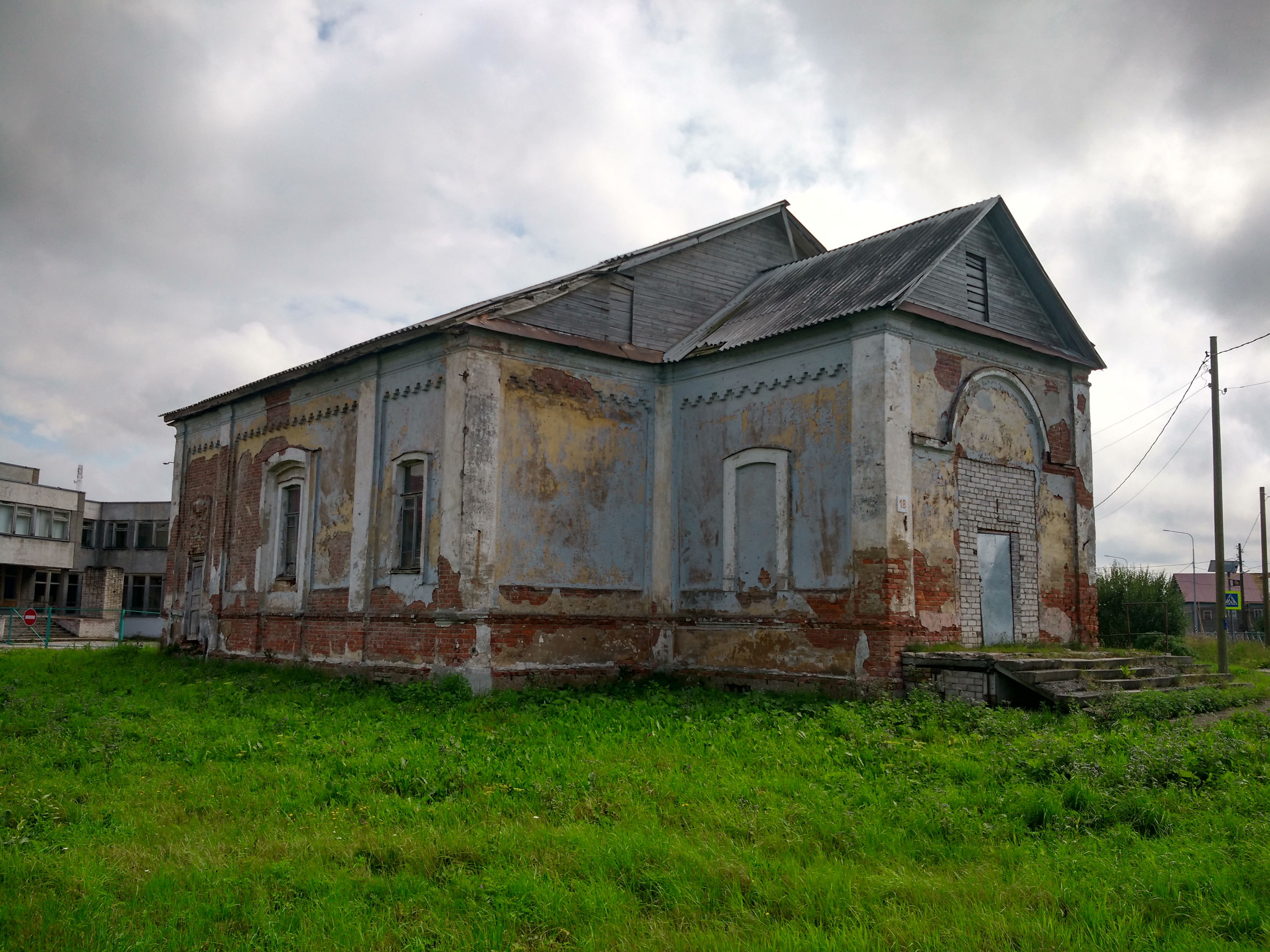
Ancienne église de la Résurrection.

Le village possède un monument aux morts avec plus de 340 sépultures de soldats tombés pendant la Grande Guerre patriotique (1941-1945), appartenant à la 7e Armée du front de Carélie. Parmi eux, un héros de l'Union soviétique, le capitaine Vassili Chmakov (1916-1944).
L'église de bois Saints-Flore-et-Laure, construite en 1613, est un monument protégé d'importance fédérale. Elle a été restaurée en 2001-2002 et dépend de l'éparchie de Petrozavodsk,.
Le village possède aussi une ancienne église à moitié en ruines dédiée à la Résurrection du Christ.